# Christiaan Bakkes
Christiaan Mathy „Chris“ Bakkes (* 3. August 1965 in Vredenburg) ist ein südafrikanischer Schriftsteller und Naturschützer.

## Leben
Christiaan Bakkes wurde 1965 als jüngster Sohn von vier Kindern des Historikers Cas und der Schriftstellerin Margaret Bakkes in Vredenburg geboren. Sein Bruder C. Johan Bakkes ist Dozent für Management an der University of Western Cape und ebenfalls Autor. 1983 immatrikulierte sich Christiaan Bakkes an der Pro Arte Art School in Pretoria.
Im Februar 1994 erregte ein folgenschwerer Unfall des jungen Rangers Bakkes im Kruger National Park die Aufmerksamkeit der Öffentlichkeit. Bei einer Attacke durch zwei Krokodile während des Schwimmens in einem Teich bei Timbavati verlor er den linken Arm bis über das Ellbogengelenk, nicht aber seine Zuneigung zur afrikanischen Wildnis, die er fortan in persönlichen Erlebnisberichten seines Alter Egos Mathys Stoffel illustrierte. Der Linkshänder musste erst wieder das Schreiben lernen und verfasste seine ersten Berichte zunächst mit der Hand, bevor ihm jemand das Schreiben an einem Computer abnahm. Selbst das ihm zuvor sehr wichtige Malen nahm er später wieder auf. Nach seiner vollständigen Genesung, die bis 1996 andauerte, reiste er fünf Monate lang mit dem Rucksack von Kapstadt an der Westküste entlang bis Namibia, Sambia und Malawi quer durch Afrika. In Sambia erkrankte er an Malaria, bekam aber in Malawi die notwendige medizinische Betreuung und hatte dort zumindest nicht die gefürchtete Diarrhoe. Obwohl er sich die Hand gebrochen hatte, reiste er weiter, um die Serengeti zu erleben. Während er auf einem Boot durch Uganda fuhr, erreichte ihn die Nachricht, dass er die nächsten drei Jahre für den WWF im Kaokoveld in Namibia arbeiten könne. Im Anschluss an diese Tätigkeit betreute er für ein Reiseunternehmen Safaris an die Skelettküste und ins Damaraland, die einem ökologischen Programm verpflichtet waren.
In seinem 2008 veröffentlichten biografischen Werk In Bushveld and Desert: A Game Ranger’s Life, das zum Teil auf früheren Werken beruht und erstmals vom Afrikaans ins Englische übersetzt wurde, berichtet Chris Bakkes von diesen Jahren. 2008 arbeiteten seine Frau Emsie Verwey, die er 2003 geheiratet hatte, und er für Safari-Unternehmen, er als Führer und Manager, wobei er auch Berggorilla-Safaris nach Uganda geleitete.
Bakkes betont, dass seine schriftstellerische Arbeit nicht nur Südafrika, sondern dem ganzen afrikanischen Kontinent gewidmet sei: „Afrika is my kontinent. Ek voel tuis in Namibië, Uganda en Mosambiek, Zambië en Tanzanië. Ek beperk my nie tot Suid-Afrika nie. Ek is ‘n Afrikaner in die ware sin van die woord.“ – Afrika ist mein Kontinent. Ich fühle mich zu Hause in Namibia, Uganda und Mosambik, Sambia und Tansania. Ich beschränke mich nicht auf Südafrika. Ich bin ein Afrikaner im wahrsten Sinne des Wortes.

## Werke
- Die Lang Pad van Stoffel Mathysen. Human & Rousseau 1998, ISBN 978-0798137805.
- Stoffel in die Wildernis. Human & Rousseau 2000, ISBN 978-0798140676.
- Skuilplek. Human & Rousseau 2002, ISBN 9780798142298.
- Stoffel by die afdraaipad, Human & Rosseau 2004, ISBN 978-0798144308. (Nominiert für M-Net literary prize for short format texts, 2005)
- Stoffel se veldnotas. Human & Rosseau 2007, ISBN 978-0798148146.[3]
- In Bushveld and Desert: A Game Ranger’s Life. Übersetzt ins Englische von Elsa Silke.[4] NB Publishers, 1. Aufl. 2008, 2. Aufl. 2010, ISBN 978-0798149280.[5]
- Stoffel in Afrika (2010)
- Stoffel op safari (2012)
- Bushveld, desert and dogs:  a game ranger’s life (2012)
- Krokodil aan my skouer – Stoffel toe en nou (2014)
- Stoffel: die beste stories (2015)